# Нуньес, Джонатан
Джонатан Адид Нуньес Гарсия (исп. Jonathan Adid Núñez García; род. 26 ноября 2001, Ла-Сейба) — гондурасский футболист, полузащитник клуба «Мотагуа». Участник Олимпийских игр 2020 в Токио.

## Клубная карьера
Нуньес — воспитанник клуба «Мотагуа». 3 марта 2019 года в матче против «Виды» он дебютировал в чемпионате Гондураса. 3 марта 2021 года в поединке против «Реал де Минас» Джонатан забил свой первый гол за «Мотагуа». В 2022 году игрок помог клубу выиграть чемпионат.

## Международная карьера
В 2018 году в составе молодёжной сборной Гондураса Нуньес принял участие в молодёжном чемпионате КОНКАКАФ в США. На турнире он сыграл в матчах против команд Антигуа и Барбуда, Коста-Рики и США.
В 2019 году Нуньес принял участие в молодёжном чемпионате мира в Польше. На турнире он сыграл в матчах против команд Уругвая и Норвегии.
В 2020 году в составе олимпийской сборной Гондураса Нуньес принял участие в Олимпийских играх в Токио. На турнире он сыграл в матче против команды Южной Кореи.

## Достижения
Командные
 «Мотагуа»
- Победитель чемпионата Гондураса (1) — Клаусура 2021/2022